# トラブル・ガール
『トラブル・ガール』（とらぶるがーる、原題：小曉、英題：Trouble Girl）は、2023年の台湾映画。
主演は『アメリカから来た少女』のオードリー・リン。ADHDを抱える少女シャオシャオを演じ切り、第60回金馬奨にて歴代最年少の12歳で最優秀主演女優賞に輝いた。
金馬獎ではその他6部門にノミネート、第19回大阪アジアン映画祭ではコンペティション部門に選出されるなど、各国の映画祭で注目を集めた話題作である。
2025年1月17日より、東京・シネマート新宿ほか日本公開。

## ストーリー
小学5年生のシャオシャオ（オードリー・リン）は軽度のADHDを患っており、自分だけの世界を持って生きている。トラブルメーカーである彼女は、学校では孤立しクラスメイトからいじめを受けており、家では母親（アイビー・チェン）と度々衝突、父親は海外赴任で不在がちで身近ながら疎遠な関係性ばかりだ。そんな彼女の感情を理解し和らげてくれるのは、担任のポール先生（テレンス・ラウ）だけだった。
しかしある嵐の日、彼女は母親とポールが不倫していることを知ってしまう。ただでさえ荒れ狂うシャオシャオの感情は一層複雑さを増していくが、無理やりにでもこの状況に適応しなければならない。
また、3人で過ごし時間が増える中で、シャオシャオな自分自身の弱さだけでなく母親の弱さにも気づき始める――。

## キャスト
- シャオシャオ - オードリー・リン（中国語版）
- シャオシャオの母親 - アイビー・チェン
- 主人公の担任教師・ポール -テレンス・ラウ

## 映画祭・受賞歴
- 第60回金馬奨
  - 受賞 - 最優秀主演女優賞（オードリー・リン）
  - ノミネート - 最優秀助演女優賞、脚本賞、視覚効果賞、美術賞、音響効果賞、音楽賞
- 第26回ウディネ・ファーイースト映画祭　ホワイト・マルベリー賞　ノミネート
- 第26回台北映画祭
  - 受賞 - 最優秀主演女優賞（オードリー・リン）、最優秀助演女優賞（アイビー・チェン）
  - ノミネート - 長編劇映画賞、脚本賞、最優秀助演男優賞、視覚効果賞
- 第17回アジア・フィルム・アワード　主演女優賞　ノミネート
- 第19回大阪アジアン映画祭　コンペティション部門選出